# Monogàmia successiva
La monogàmia successiva o monogàmia serial és la pràctica consistent a contraure diversos matrimonis o relacions de parella de manera successiva i més o menys continuada al llarg d'una vida, però amb una sola persona cada vegada.